# 張都暎
張都暎（：／ Chang Do-yeong；1923年1月23日—2012年8月3日），前韓國国家重建最高会议议长、军政府內閣首班（總理）兼国防部长。

## 生平
張都暎生于平安北道龙川郡。朝鮮日治時期，張都暎就讀日本東洋大學，中途加入大日本帝國陸軍，军衔少尉。1944年，張都暎在東洋大學社會科學科畢業。1945年朝鮮日治時期結束後，張都暎進入駐韓美國軍政廳下轄的南朝鮮國防警備隊（大韓民國陸軍前身）。1946年3月23日，張都暎成為南朝鮮國防警備隊军事英语学校（韩国陆军士官学校前身）第一期畢業生。
朝鲜战争期间，1951年5月26日起4日间水坝附近，张都暎准将率领的韩军第6师团与中国人民志愿军63军交战，韩军打败了志愿军，並將破虏湖战役視為朝鲜战争期间韩军取得的最伟大的胜利。韩军将志愿军士兵遗体以重型机器推入水坝湖中进行水葬，有指湖水因此变成红色。韩军第6师方面主张，已击毙中国人民志愿军2万人，俘虏2617人。战后，时任总统李承晚访问水坝湖之际以「擊破蠻虜」命名为破虏湖。至今仍然有其挥笔的纪念碑。当时，張都暎准将回忆说：“我以前从未俘获过这么多中共战俘。
韩国独立后，張都暎於1956年担任陆军参谋次长，1961年升任陆军参谋總长。1961年5月16日，陆军第2野戰軍副司令朴正熙發動5.16軍事政變，張都暎被推选为临时政权机构「军事革命委员会」委员长兼戒严司令官，朴正熙任副委员长。1961年5月19日，军事革命委员会改称“国家重建最高会议”，张都暎担任國家重建最高會議議長并晋升为中将军衔；5月20日，张都暎再兼任內閣首班（總理）兼国防部部長。1961年7月3日，在军事政权趋于稳定后，張都暎被國家重建最高會議解任議長職務，由朴正熙接任；8月，張都暎被編入預備役，形同失勢。
1962年，張都暎被韓國中央情報部（KCIA）以反革命及預備內亂罪嫌逮捕，被依軍法判處無期徒刑，同年5月獲釋，獲釋後流亡美國。1969年，張都暎取得密歇根大學政治學博士。1971年起先后擔任西密歇根大学社会科学和政治學教授，1993年退休。
2011年5月17日，《首尔新闻》報導張都暎罹患失智症。2012年8月3日，張都暎在美國佛羅里達州奧蘭多市逝世，享壽89歲。
| 議會席位      | 議會席位                                            | 議會席位      |
| ------------- | --------------------------------------------------- | ------------- |
| 新頭銜        | 國家重建最高會議议长 1961年5月20日-1961年7月2日     | 繼任： 朴正熙 |
| 政府职务      |                                                     |               |
| 前任： 張勉   | 國家重建最高會議內閣首班 1961年5月20日-1961年7月2日 | 繼任： 宋堯讚 |
| 前任： 玄錫虎 | 第12任韓國國防部部長 1961年5月20日-1961年6月6日     | 繼任： 申应均 |
| 军职          |                                                     |               |
| 前任： 崔慶禄 | 第14任韩国陆军参谋總长 1961年2月17日-1961年6月5日   | 繼任： 金鍾五 |

1. ^  강준만, 한국현대사산책 1940년대편 1권 196쪽